# Gamay teinturier
Le gamay teinturier N est une famille de cépages noirs provenant du croisement entre le cépage gamay et le cépage teinturier. Il donne un jus coloré, contrairement à la plupart des cépages, dont seule la peau procure la couleur au vin. 
Il existe plusieurs variétés : 
- gamay fréaux
- gamay de Bouze ou gamay teinturier de Bouze
- gamay de Chaudenay ou gamay teinturier de Chaudenay